# Saint-Jean-de-Rebervilliers
 Saint-Jean-de-Rebervilliers  es una población y comuna francesa, en la región de  Centro, departamento de Eure y Loir, en el distrito de Dreux y cantón de Châteauneuf-en-Thymerais.

## Demografía
| 115 | 92 | 103 | 118 | 161 | 181 |
| Para los censos de 1962 a 1999 la población legal corresponde a la población sin duplicidades (Fuente: INSEE [Consultar]) |    |     |     |     |     |